# Acidithiobacillaceae
Famille
Genres de rang inférieur
- Acidithiobacillus

Les Acidithiobacillaceae forment une des deux familles de l'ordre de bactéries à Gram négatif Acidithiobacillales du phylum des Pseudomonadota. Cette famille contient les bactéries du genre Acidithiobacillus, genre type de la famille.

## Taxonomie

### Étymologie
La famille Acidithiobacillaceae a été nommée ainsi d'après le genre type qui lui a été assigné, Acidithiobacillus. Son étymologie est la suivante : A.ci.di.thi.o.ba.cil.la’ce.ae. N.L. masc. n. Acidithiobacillus, genre type de la famille; L. fem. pl. n. suff. -aceae, suffixe pour nommer une famille; N.L. fem. pl. n. Acidithiobacillaceae, la famille des Acidithiobacillus,.

### Historique
L'ordre type de cette nouvelle classe, a été classé en 2005 dans la classe des Gammaproteobacteria sur la base des analyses phylogénétiques des séquences d'ARN ribosomal 16S. De nouvelles analyses phylogénétiques multiprotéines ont été ajoutées et ont permis de créer la classe des Acidithiobacillia en 2013 parmi les Pseudomonadota,. À l'occasion de cette caractérisation, l'ordre des Acidithiobacillales a été déplacé de la classe Gammaproteobacteria vers la nouvelle classe Acidithiobacillia ainsi que les familles et genres la composant.

### Liste des genres
Selon la LPSN (12 août 2022) :
- Acidithiobacillus